# Demanda efetiva
Demanda efetiva, em sentido amplo,  é a parte da demanda agregada que de fato se realiza na aquisição de bens e serviços, e não a procura  potencial por esses bens ou serviços. Em outros termos, considerando uma economia de mercado, é a demanda de bens e serviços para a qual existe capacidade de pagamento, ou seja, a demanda solvável.
Em sentido mais restrito, demanda efetiva é um conceito desenvolvido por Keynes em A Teoria Geral do Emprego, do Juro e do Dinheiro (1936) para representar as forças determinantes nas mudanças da escala da produção e do emprego tomados globalmente. 
Demanda ou procura é a quantidade de um bem ou serviço que os consumidores desejam adquirir por um preço definido em um dado mercado, durante uma unidade de tempo. No entanto, para Keynes, em vez de o patamar de equilíbrio ser definido em função da demanda e da oferta (determinando-se assim  o preço), na verdade, o determinante estaria no patamar de equilíbrio entre a oferta e a demanda efetiva. A distinção entre demanda e demanda efetiva será a base para constituição da Macroeconomia e do pensamento keynesiano.
Keynes atribuiu aos economistas clássicos o ponto de partida da discussão sobre os determinantes da oferta e da demanda, sobre os níveis de produção geral e, em particular, ao debate entre Ricardo e Malthus, a discussão sobre a possibilidade de superprodução generalizada de mercadorias, problema que resultou no que se tornou conhecido como a Lei de Say. Com o conceito de demanda efetiva e sua teoria,  Keynes pretendia  substituir a Lei de Say, segundo a qual a produção determina a demanda, pois, se a produção é que capacita as pessoas a comprar, então a demanda não poderia ser inferior àquela. Embora fosse admitido um eventual excesso de produção em alguns mercados, este seria compensado pela escassez em outros mercados. 

## Princípio da Demanda Efetiva
Segundo Keynes e Kalecki, o nível da demanda efetiva da economia determina o nível de produto agregado e de renda, no que se convencionou chamar de princípio da demanda efetiva.
Keynes, que resumia a Lei de Say como "a oferta cria sua própria demanda", e assim como o economista político clássico Thomas Malthus, não acreditava que a produção de mercadorias geraria, sempre e obrigatoriamente, demanda suficiente para outras mercadorias.
Poderiam ocorrer crises de superprodução, como ocorreu na década de 1930. Assim, o mercado pode, durante os períodos  recessivos, não gerar demanda o bastante para garantir o pleno emprego dos fatores de produção devido ao  entesouramento  das poupanças. Nessas ocasiões, seria aconselhável que o Estado criasse déficits fiscais para aumentar a demanda efetiva e gerar uma situação de pleno emprego.

## Demanda efetiva e economia monetarizada
Deve ser destacado  que, segundo Keynes, numa economia monetária, quando se recebe dinheiro em pagamentos, sempre existe uma defasagem temporal até o dinheiro ser gasto. Argumenta que, se toda receita fosse gasta instantaneamente, a demanda por moeda se reduziria a zero, logo a moeda perderia todo seu valor e não existiria. E a moeda existe porque o mundo real é incerto, logo os agentes possuem demanda por encaixes para lidar com a incerteza do futuro. Se o futuro não fosse incerto, o que implica que todos agentes tivessem conhecimento perfeito, todas as transações seriam realizadas no tempo zero, e a demanda por moeda tenderia a zero.

## Demanda efetiva e crise capitalista
Os economistas defensores do princípio da demanda efetiva a identificam como responsável em determinar as flutuações econômicas, relacionando portanto a crise com as oscilações no patamar da demanda efetiva da economia. Tanto Keynes como Kalecki no entendimento sobre flutuações econômicas no capitalismo, as associam ao Princípio da Demanda Efetiva, enfatizando a importância da sobreacumulação e do subinvestimento sobre a determinação do nível garantido da demanda efetiva frente a demanda potencial, isto é, a variação do nível do estoque de capital e do investimento na determinação do nível de produto nacional da economia.
Por um lado, Keynes fala da determinação do nível de investimento pelas expectativas dos agentes econômicos, principalmente entre os empresários, aqueles que formam o estoque de capital. Essa expectativa é determinada, por sua vez, pela incerteza na tomada de decisões, resultante da aversão ao risco, (no que ficou conhecido como "espírito animal"). Cumpririam, então, papéis importantes, o mercado financeiro e o gasto público sobre o nível da demanda efetiva e na reversão das expectativas dos agentes.
Por outro lado, Michal Kalecki relaciona de maneira mais forte que no capitalismo as flutuações econômicas seriam de maneira geral, cíclicas, o chamado ciclo econômico, referindo este às flutuações recorrentes e periódicas da atividade econômica a longo prazo, dadas pela variação do nível de lucros dos empresários e a necessidade de expansão ou reposição do estoque de capital. Estabelece-se uma relação entre o ciclo econômico e a tendência da economia, isto é, entre o nível do produto nacional com o nível de investimento, como por sua vez, do estoque de capital com o desenvolvimento das forças produtivas.

## Interpretação marxista sobre demanda efetiva
Autores  marxistas também abordaram a demanda efetiva, entre eles, Rosa Luxemburgo e Ievguêni Preobrajenski, vinculando-a às crises capitalistas e ao seu caráter cíclico, e procurando analisar as tendências recorrentes, cíclicas, crônicas e crescentes dessas crises inerentes ao capitalismo. Suas análises partem dos esquemas de reprodução  desenvolvidos como modelo por Marx para explicar o funcionamento da acumulação e da circulação do capital entre setores da economia.
Vários autores marxistas, seguindo a pista dada por Rosa Luxemburgo ao estudar os esquemas de reprodução apresentados em O Capital, tomaram  um caminho diferente de Keynes (1936) - que se utiliza dos trabalhos da  economia política clássica, especialmente de Thomas Malthus - e desenvolveram uma explicação sobre as flutuações e os ciclos econômicos em termos do princípio da demanda efetiva. Pela via marxiana, dois autores se destacam: o primeiro, o mais famoso, o polonês Michal Kalecki, com sua obra de 1933, considerado o co-fundador da Macroeconomia, e o russo Ievguêni Preobrajenski, com suas obras da década de 1920.
Cada um à sua maneira,  os autores marxistas  observam, no modelo apresentado por Marx em O Capital, ora as possibilidades de desequilíbrio inter-setorial do sistema, ora as crises de realização, ora as manifestações empíricas da tendência declinante  da taxa de lucro  à medida que avança a fase monopolista do capital.
Porém, não há  unanimidade entre os autores marxistas quanto à  teoria do princípio da demanda efetiva. Uma das críticas internas no marxismo é que os autores que trabalham com o princípio da demanda efetiva acabam por ter problemas na identificação da causa das crises do capitalismo, apresentando explicações  em termos de subconsumo (nível de consumo agregado  abaixo do nível de realização do produto) ou de subinvestimento (nível de investimento abaixo do nível de realização do produto), o contraria vários elementos da teoria marxista, que aponta  esses dois aspectos como dificuldades inerentes ao capitalismo para realizar a mais-valia produzida - o chamado problema da realização ou o 'problema dos mercados", o qual não seria a  real causa das crises mas apenas a sua principal manifestação.